# Parcul Motodrom
Parcul Motodrom este un parc din București. Parcul se află în sector 2 în cartierul Colentina Strada Lăicerului.Are în suprafață peste 8  hectare.  